# 土屋和久
土屋 和久（つちや かずひさ、1961年11月22日 - ）は、日本の実業家である。有限会社山喜の代表取締役。
千葉県松戸市出身。

## 人物・略歴
武田家遺臣系の代々江戸幕府旗本である土屋馬之丞の子孫で1961年に有限会社山喜の創業者である土屋喜和雄の長男として生まれる。建築及び不動産に付随する関連会社やスポーツ施設・レンタルスタジオ等を次々設立し、グループ化する。
2013年ごろからプロテニス選手との所属契約や大会のスポンサーや千葉県選手権大会の冠スポンサーを行うなどテニスに力を入れ、2017年にSYSテニスクラブをオープンする。
- 1961年 - 千葉県松戸市で生まれる。
- 1976年 - 松戸市立小金中学校卒業。
- 1979年 - 専修大学松戸高等学校卒業。
- 1987年 - 有限会社山喜 取締役就任。
- 1995年 - 有限会社山喜 代表取締役に就任。
- 1994年 - 新松戸土地計画株式会社（不動産売買・仲介事業）設立及び代表取締役就任。
- 1998年 - 有限会社ティー・エイチ・ケイ（スポーツ関連事業・保険代理店事業）設立及び代表取締役就任。
- 2002年 - 新松戸設備株式会社（水道関連設備工事及び卸し事業）設立及び代表取締役就任。
- 2013年 - 有限会社ティー・エイチ・ケイ代表取締役退任及び取締役就任。
- 2017年 - SYSテニスクラブ オープン（テニス関連事業・プロテニス選手のマネジメント）スポーツ事業スタート[1]
- 2024年 - 松戸市博物館で土屋馬之丞を扱った 企画展『大谷口の村』開催[2]

## その他
- テニスの松戸市民大会等において年齢別で優勝や入賞する腕前である。
- テニス日本リーグに部長として参戦している。
- 2024年に松戸市博物館の企画展示室において、１０代目大熊伊兵衛と先祖である旗本土屋馬之丞を紹介する『古文書からさぐる大谷口の村』展を開催。